# Antonio Da Silva
Ne doit pas être confondu avec Antônio da Silva.
Antonio Da Silva, né le 21 août 1967 au Portugal, est un écrivain français.

## Publications
- Sortie 32.b, roman, éd. du Rouergue, octobre 2019  (ISBN 978-2-8126-1889-5) Sélection prix Utopiales 2020.
- ABC…, roman, du Rouergue, septembre 2020,  (ISBN 978-2-8126-2082-9)
- Azul, roman, éd. du Rouergue, septembre 2021  (ISBN 978-2-8126-2224-3) Prix Millepages roman SF ado 2021, sélection prix Sorcières 2021,sélection prix SGDL 2021, sélection prix Elbakin.net 2021.
- SOL, roman, éd. du Rouergue, août 2023  (ISBN 978-2-8126-2498-8) sélection prix Utopiales 2024, selection prix Imaginales 2025.
- Les Oublieux, roman, éd. du Rouergue, mars 2025  (ISBN 978-2-8126-2691-3)